# Hyundai Santro
La Hyundai Santro è un'autovettura di segmento A della
casa automobilistica sud coreana Hyundai Motor Company, prodotta dapprima dal 1998 al 2015 e poi successivamente dal 2018 al maggio 2022.

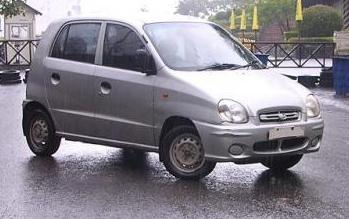
Hyundai Santro

Il nome Santro deriva da Saint-Tropez, nota città francese.

## Prima generazione (1998-2015)
La prima generazione della Santro introdotta nel 1998, è stata venduta in Europa come Atos Prime e in Corea del Sud e Indonesia come Kia Visto, mentre in India dal 1998 al 2006 come Santro Zip.

## Seconda generazione (2018-2022)
La seconda generazione della Santro è stata lanciata il 23 ottobre 2018 in India, segnando il ritorno della vettura nel mercato indiano dopo quattro anni dall'interruzione della produzione dell'ultima generazione e a quasi venticinque anni dall'inizio della produzione, andandosi a posizionare sotto la Hyundai i10.
La vettura è alimentato da un motore a benzina Epsilon G4HG da 1,1 litri che produce 69 CV a 5.500 giri/min e 99 Nm di coppia a 4500 giri/min; è disponibile anche una versione bi-fuel del motore che utilizza sia benzina che metano. Le trasmissioni disponibili sono una manuale o automatica, entrambe a 5 marce.
La versione indiana del Santro con solo l'airbag per il conducente, ha ottenuto
nel crash test frontale del Global NCAP 2 stelle per la protezione degli occupanti adulti e bambini.